# Isole Saint-Paul e Nuova Amsterdam
Le isole Saint Paul e Nuova Amsterdam (in francese îles Saint-Paul et Nouvelle-Amsterdam), in precedenza Saint Paul e Amsterdam (in francese Saint-Paul-et-Amsterdam) formano un distretto delle Terre australi e antartiche francesi costituito dalle isole di Saint Paul e di Amsterdam, o isola di Nuova Amsterdam. Questo distretto è situato nella parte meridionale dell'oceano Indiano, ed è composto da due isole distanti circa 85 km:
- L'isola Saint Paul (38°43' S e 77°31' E)
- L'isola Amsterdam (37°50' S e 77°31 E), talvolta denominata isola di Nuova Amsterdam.

## Storia
La storia delle isole Saint Paul e Amsterdam è collegata, data la loro vicinanza. Esse si trovano non lontano dalla rotta fra Città del Capo e le isole della Sonda, quindi sull'antica rotta marittima che collegava l'Europa alle Indie Orientali.
L'isola Amsterdam è menzionata nel diario di bordo della spedizione di Magellano, scorta il 18 marzo 1522 dai suoi compagni, agli ordini del basco Juan Sebastián Elcano (che aveva preso il posto di Magellano dopo la morte di quest'ultimo).
L'isola Saint Paul invece appare per la prima volta (con il nome di S. Paulo) su un portolano redatto da Evert Gysberths nel 1559.

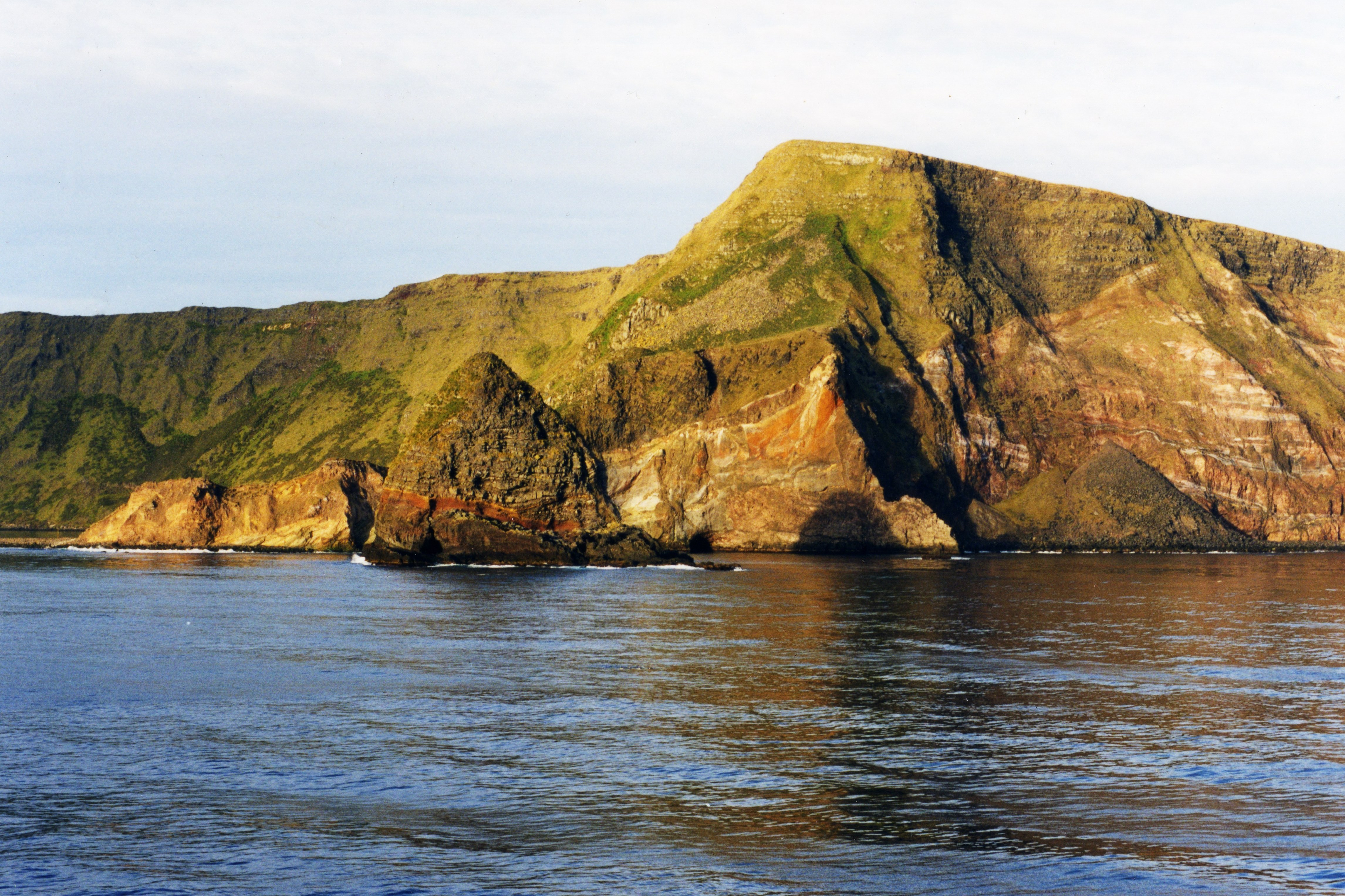
Panorama dell'isola Saint Paul

Le due isole furono avvistate a più riprese, e talvolta confuse, dai navigatori a partire dall'inizio del XVII secolo. Nel 1618 un navigatore olandese, Haevik Claeszoon van Hillegom, scorse l'isola Saint Paul, stimandone la latitudine a 38°50' S. Ritenendo di essere il primo a scoprirla, le diede il nome del suo vascello, "Zeewolf".
Nel 1633 anche il governatore olandese van Diemen diede all'isola Amsterdam il nome del suo vascello, "Nieuw Amsterdam". Ma sarà un altro olandese, il navigatore Willem de Vlamingh, nel corso di una spedizione alla ricerca della nave Ridderschap van Holland di cui si erano perse le tracce, il primo a sbarcarvi nel 1696.
L'ammiraglio d'Entrecasteaux, in rotta verso la Tasmania a capo delle fregate "La Recherche" e "L'Espérance" alla ricerca della spedizione di La Pérouse, fece sosta ad Amsterdam nel 1792. In tale occasione venne effettuato un primo rilievo della costa orientale dell'isola.
Nel 1793 sbarcò sull'isola Saint Paul Lord Macartney, in viaggio verso la Cina. Qui vi incontrò il capitano Pierre François Péron, lasciato l'anno prima sull'isola dalla nave "Émilie" assieme a quattro marinai.
In seguito le due isole furono frequentate solo da pescatori della Réunion, da cacciatori d'otarie o di balene americani e inglesi e da naufraghi.
Nel 1842 le isole risvegliano l'interesse del francese di origine polacca Adam Mierosławski, capitano del "Cygne de Granville" e fratello del generale Ludwik Adam Mierosławski. Nel 1843 Adam Mierosławski propone al governatore dell'isola Bourbon (Réunion), il contrammiraglio Bazoche, la presa di possesso di queste isole deserte. In mancanza di navi da guerra in rada, Bazoche si rivolge al trialbero "L'Olympe", comandato da Martin Dupéyrat, per mezzo del quale Adam Mierosławski raggiunge le isole con una piccola guarnigione. Il capitano Mierosławski viene delegato dal governatore di Bourbon, con decreto dell'8 giugno 1843, a prendere formale possesso delle isole a nome della Francia.
Nel frattempo il Regno Unito contesta questa presa di possesso. Per evitare un incidente diplomatico e visto l'interesse limitato delle due isole, la Francia invia un dispaccio all'ammiraglio Bazoche, chiedendo il richiamo della guarnigione. Mierosławski lo contesta, minacciando persino di issare la bandiera polacca; comincia quindi a negoziare con Bazoche, col suo amico Adolphe Camin ed altri interlocutori della Réunion. Nel 1845 essi fondano una società per azioni per lo sfruttamento delle due isole e la creazione di stabilimenti sul posto. L'isola Saint Paul, sulla quale viene installato uno stabilimento ittico, conta durante questo periodo fino a 40 abitanti, ma nel 1853, in seguito alla scomparsa del suo fondatore e alla rinuncia ufficiale alla sovranità sull'isola da parte della Francia, l'impresa termina.
Nel gennaio 1871 il reunionese Heurtin e la sua famiglia sbarcano sull'isola Amsterdam e tentano senza successo un allevamento di bovini e la coltivazione della terra. Fanno ritorno a Réunion dopo otto mesi ma abbandonano sull'isola i bovini, che si acclimateranno e torneranno allo stato selvatico.
Nel settembre 1874 una missione astronomica francese a bordo della nave "Dives" sbarca sull'isola Saint Paul per osservare il transito di Venere davanti al sole. Nel corso di questa missione il geologo Charles Vélain esplora le due isole e ne pubblica i primi dati geologici. La missione termina nel gennaio 1875.
Nell'ottobre 1892 l'aviso francese "La Bourdonnais" riprende il possesso delle due isole a nome della Francia. Nel 1893 un'altra nave da guerra, l'"Eure", di ritorno dalle isole Kerguelen, conferma questa presa di possesso.
Nel 1924 le isole Amsterdam e Saint Paul vengono incorporate (insieme con le isole Kerguelen e Crozet) nel governo generale del Madagascar, allora colonia francese.
Il 6 agosto 1955 le isole Amsterdam e Saint Paul, gli arcipelaghi Kerguelen e Crozet e la Terra Adelia vengono eretti in territorio d'oltremare, godendo di autonomia amministrativa e finanziaria.
Questo territorio prende il nome di Terre australi e antartiche francesi.

## Geografia fisica

### Territorio

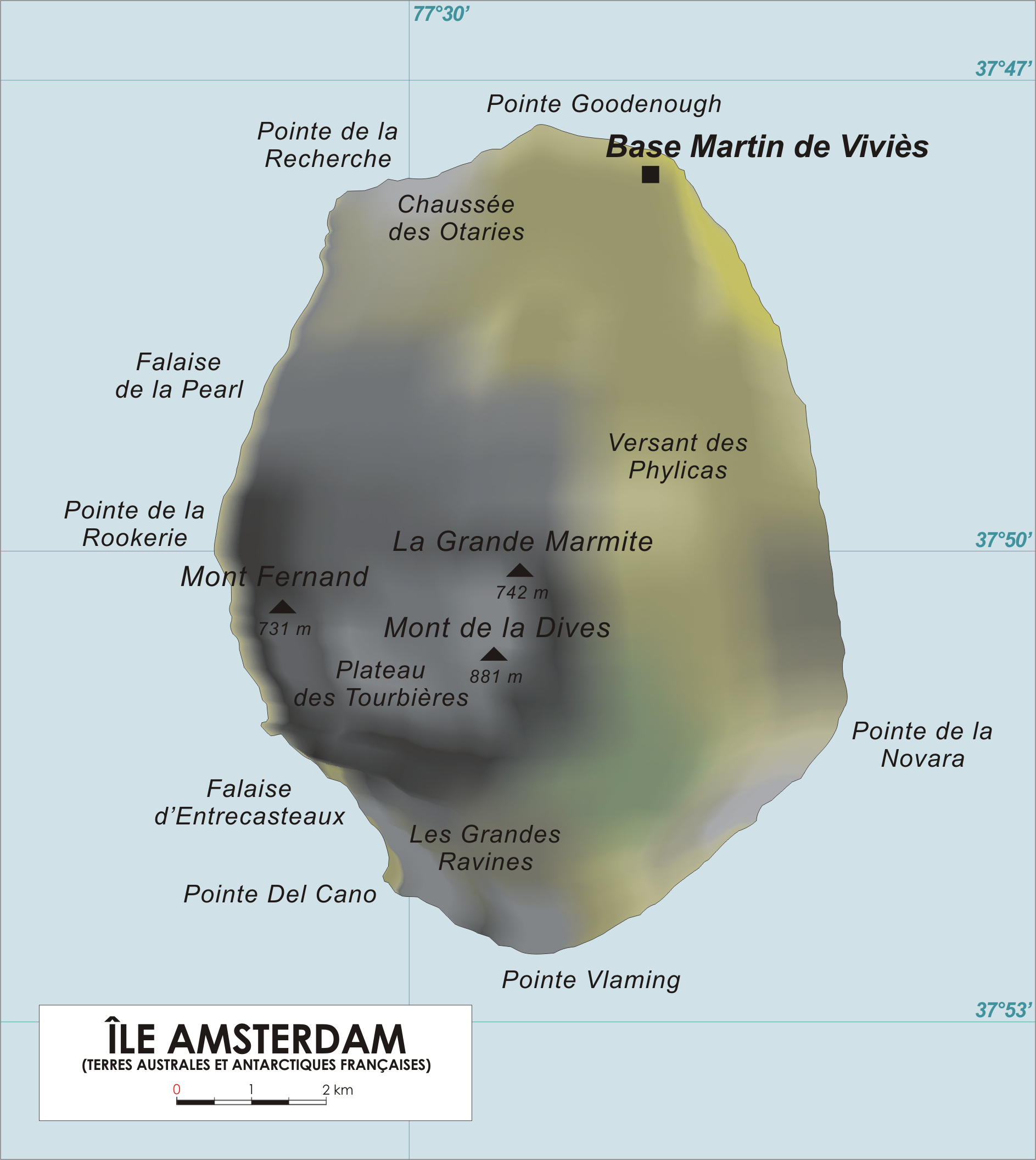
Carta dell'isola Amsterdam

Le due isole hanno un'estensione assai diversa: l'isola Amsterdam ha una superficie di 58 km², quella di Saint Paul di 8 km².
Entrambe sono dei vulcani attualmente inattivi, parte emersa di un ristretto plateau continentale circondato da fondali profondi oltre 3000 metri. L'isola Saint Paul è caratterizzata da un grande cratere centrale invaso dal mare. L'isola Amsterdam è più massiccia. L'ultima eruzione che ha avuto luogo sull'isola Amsterdam risale al 1792.
Il clima, grazie alla latitudine relativamente settentrionale delle isole, è oceanico temperato, a differenza di quello più freddo di altre TAAF situate più a sud, ma è assai ventoso. Situate a nord della fascia detta convergenza antartica, che divide le acque calde dell'oceano Indiano da quelle fredde dell'oceano Antartico, le isole non conoscono né neve né gelate.
Su queste isole non vive alcuna popolazione stanziale, ma sull'isola Amsterdam è installata una base scientifica permanente, la base Martin-de-Viviès, che dal 1949 accoglie senza interruzione delle missioni che contano tra le 23 e le 35 persone, secondo la stagione. Per contro, non vi è alcuna presenza umana permanente sull'isola Saint Paul, che è visitata solo nel corso di brevi spedizioni scientifiche o ecologiche.
Le due isole sono protette nell'ambito della "Riserva naturale nazionale delle Terre Australi Francesi". Questa protezione riguarda tanto i loro spazi terrestri che le loro acque territoriali.

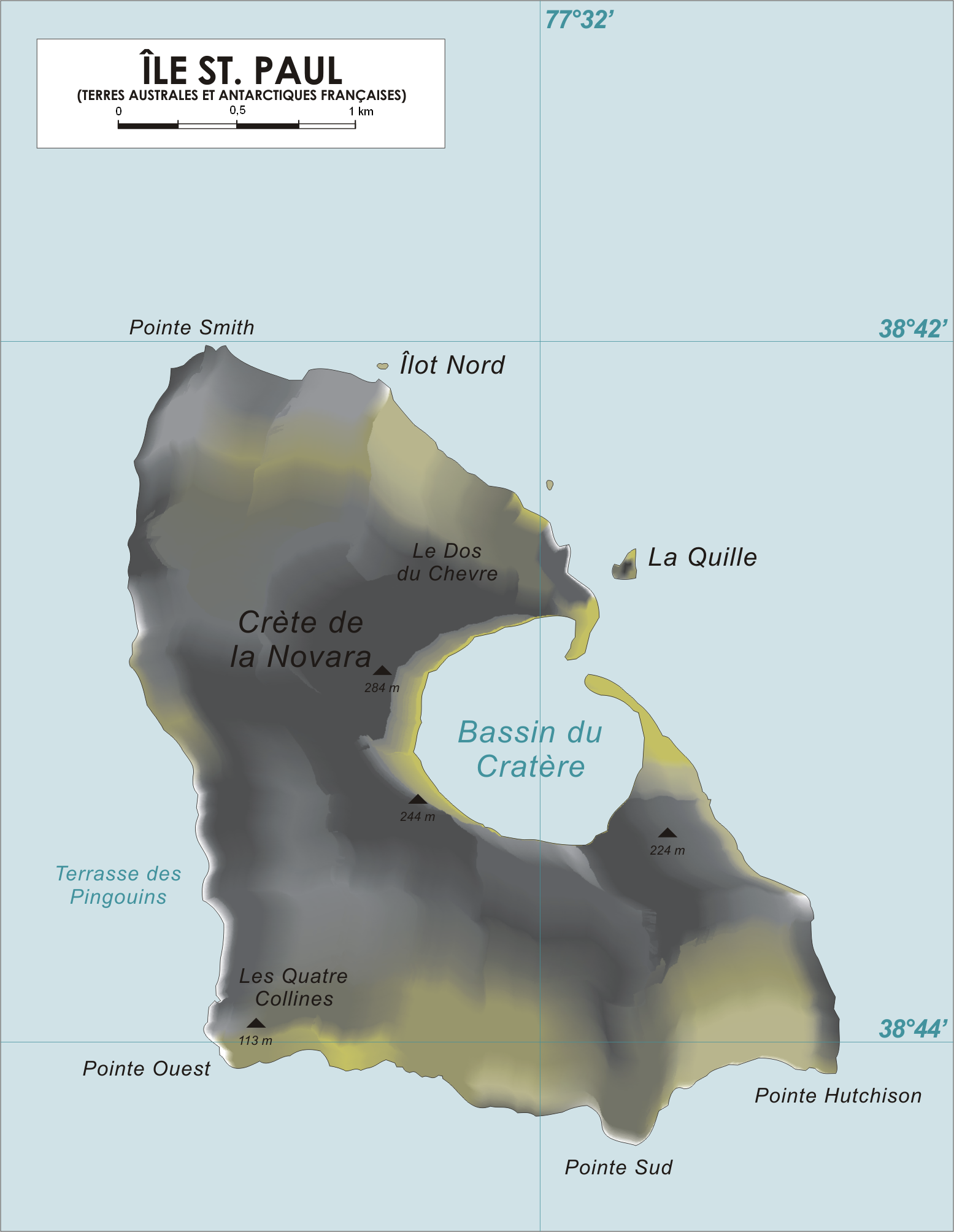
Carta dell'isola Saint Paul

### Clima
La base Martin de Viviès possiede un clima di tipo Cfb (oceanico), con una temperatura massima registrata pari a 26,4 °C il 30/1/2005 ed una minima di 2 °C il 3/7/1975. La temperatura media annua è di 14,1 °C.
| Martin de Viviès      | Mesi | Mesi | Mesi | Mesi  | Mesi  | Mesi  | Mesi  | Mesi | Mesi | Mesi | Mesi | Mesi | Stagioni | Stagioni | Stagioni | Stagioni | Anno    |
| Martin de Viviès      | Gen  | Feb  | Mar  | Apr   | Mag   | Giu   | Lug   | Ago  | Set  | Ott  | Nov  | Dic  | Est      | Aut      | Inv      | Pri      | Anno    |
| --------------------- | ---- | ---- | ---- | ----- | ----- | ----- | ----- | ---- | ---- | ---- | ---- | ---- | -------- | -------- | -------- | -------- | ------- |
| T. max. media (°C)    | 19,7 | 20,1 | 19,2 | 17,6  | 15,7  | 14,3  | 13,5  | 13,5 | 14,0 | 14,7 | 16,1 | 18,2 | 19,3     | 17,5     | 13,8     | 14,9     | 16,4    |
| T. media (°C)         | 17,1 | 17,5 | 16,8 | 15,5  | 13,7  | 12,4  | 11,7  | 11,5 | 11,9 | 12,5 | 13,8 | 15,7 | 16,8     | 15,3     | 11,9     | 12,7     | 14,2    |
| T. min. media (°C)    | 14,5 | 14,9 | 14,4 | 13,3  | 11,8  | 10,5  | 9,7   | 9,5  | 9,8  | 10,2 | 11,4 | 13,2 | 14,2     | 13,2     | 9,9      | 10,5     | 11,9    |
| T. max. assoluta (°C) | 26,4 | 26,0 | 25,0 | 24,0  | 21,0  | 19,0  | 19,0  | 20,0 | 19,0 | 19,0 | 21,3 | 26,0 | 26,4     | 25,0     | 20,0     | 21,3     | 26,4    |
| T. min. assoluta (°C) | 9,4  | 8,8  | 7,8  | 6,4   | 3,8   | 3,7   | 2,0   | 2,8  | 4,0  | 4,4  | 4,9  | 7,8  | 7,8      | 3,8      | 2,0      | 4,0      | 2,0     |
| Precipitazioni (mm)   | 76,5 | 66,4 | 98,7 | 102,3 | 123,9 | 118,6 | 101,1 | 87,1 | 87,8 | 88,7 | 82,2 | 78,2 | 221,1    | 324,9    | 306,8    | 258,7    | 1 111,5 |

## Fauna e flora
Le acque circostanti sono ricche di pesce e di aragoste (Jasus paulensis).
La vegetazione naturale delle isole è prevalentemente di tipo erboso, più o meno denso. L'isola d'Amsterdam è l'unica isola delle TAAF in cui si trova una specie d'albero, la Phylica arborea, maggiormente presente sul suo versante est.
La fauna è quella abituale delle isole subantartiche dell'oceano Indiano. Una popolazione importante di otarie (Arctocephalus tropicalis) frequenta le coste delle due isole e vi si riproduce. Anche numerosi uccelli marini vengono a nidificare a terra, tra i quali in particolare su Amsterdam una specie endemica di albatri (Diomedea amsterdamensis).

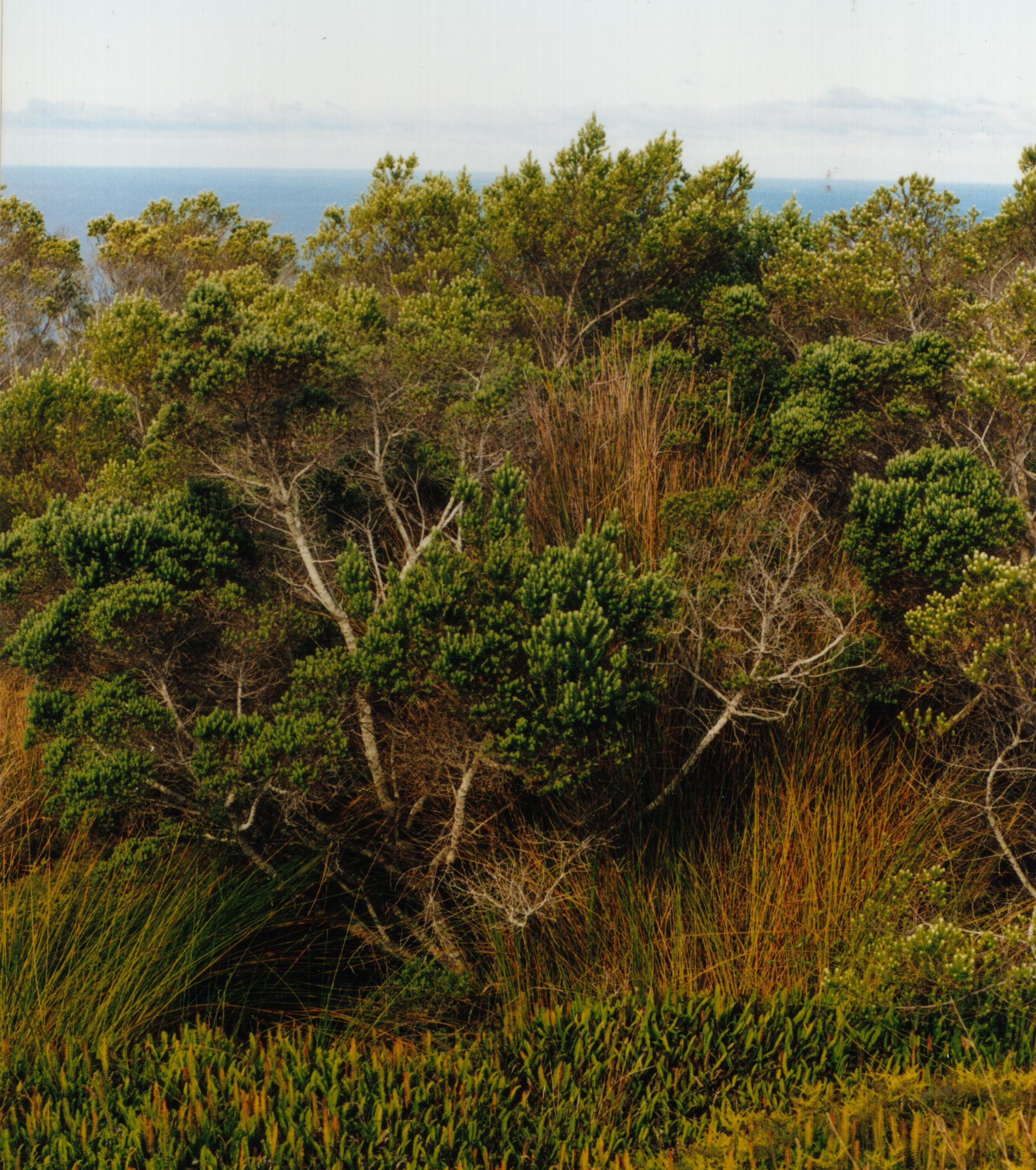
Vegetazione di Phylica arborea sull'isola Amsterdam

Su entrambe le isole la fauna e la flora locali sono state fortemente perturbate dalle introduzioni volontarie o accidentali di specie esogene (topi, ratti, conigli, gatti, bovini).